# Zachariwka (rejon aleksandryjski)
Zachariwka (ukr. Захарівка) – wieś na Ukrainie, w obwodzie kirowohradzkim, w rejonie aleksandryjskim, w hromadzie Wełyka Andrusiwka. W 2001 liczyła 690 mieszkańców, spośród których 653 wskazało jako ojczysty język ukraiński, 26 rosyjski, 7 mołdawski, 1 węgierski, 3 białoruski.